# Rebel Randall
Rebel Randall (nacida como Alaine Charlotte Dorothy Brandes, 22 de enero de 1922-22 de julio de 2010), fue una actriz de cine y personalidad de radio estadounidense. Apareció en aproximadamente 50 películas entre 1940 y 1956.
Durante la década de 1940 fue una popular pin-up del ejército y realizó varios diseños, incluido uno para la revista Esquire. Hizo una temporada como "The Coca-Cola Girl" en anuncios y fue disc jockey para los Servicios de Radio de las Fuerzas Armadas y presentó un programa llamado "Radio Calling". En los años 50, Rebel descubrió que una bailarina de striptease de Nueva Orleans empezaba a utilizar su nombre y tuvo que impedírselo legalmente.
Según una entrevista con Mike Barnum en el número de diciembre de 2009 de "Classic Images", sus comienzos se produjeron tras ganar una beca para el taller Max Reinhardt de Hollywood, donde apareció como la reina Titania en una versión de "El sueño de una noche de verano". Antes de ir a Hollywood fue modelo de John Robert Powers. Nacida y criada en Chicago, se graduó en el Foreman High School.
Una morena glamurosa, es recordada por sus varias docenas de apariciones cinematográficas desde principios de los años cuarenta hasta mediados de los cincuenta. Tras hacerse un nombre haciendo anuncios de radio, se trasladó a Hollywood, donde debutó en el cine en 1940 con "Turnabout". Como actriz contratada por la Paramount, participó en numerosos largometrajes de la época, entre ellos "The Lone Rider in Ghost Town" (1941), "In Old Oklahoma" (1943) y "The Powers Girl" (1943), "Booby Dupes" (1945) y "The Shadow Returns" (1945).
Durante la Segunda Guerra Mundial, Rebel también trabajó como modelo para Powers, fue una popular chica pin-up para los soldados, apareció en la página central de la revista "Esquire" al menos dos veces y tuvo dos matrimonios fallidos con la personalidad de la radio William Mann Moore, alias Peter Potter; en 1949, fue nombrada "La chica más guapa de la televisión".
En septiembre de 1953, Rebel se casó con el acaudalado actor y empresario Glenn Thompson en una unión mal avenida que duró sólo unos días debido a la aparente inestabilidad mental de su marido; el matrimonio terminó en anulación.
La última vez que se la vio en el cine fue en el cortometraje de 1956 "Come on Seven". Vivió el resto de sus días en el sur de California, fue durante un tiempo el rostro de Coca-Cola, mantuvo romances con varios hombres de alto perfil, aunque nunca volvió a casarse, desapareció gradualmente de la vista y murió tras pasar sus últimos años en un centro de cuidados. Varias de sus películas se conservan en DVD.

## Frases favoritas
- "I loved my work and I took it seriously."
- "One of the problems of being an actor is that you work, and then you don't work. The time that you don't work might be extensive and you do still have to continue to live."

## Filmografía seleccionada
- Hold That Woman (1940)
- Turnabout (1940)
- The Boys From Syracuse (1940)
- Louisiana Purchase [como Alaine Brandes] (1941)
- The Lone Rider in Ghost Town (1941)
- The Fired Man [como Alaine Brandes] (1941)
- Ziegfeld Girl (película) (1941)
- Pacific Blackout (1941)
- Arabian Nights (película de 1942) (1942)
- Fall In (1942)
- Sin Town (1942)
- Holiday Inn (película) (1942)
- About Face (1942)
- The Fleet's In (1942)
- In Old Oklahoma (1943)
- Hi'ya Sailor (1943)
- Happy Go Lucky (1943)
- The Powers Girl (1943)
- Fired Wife (1943)
- Gals, Incorporated (1943)
- Hit the Ice (película) (1943)
- Good Morning, Judge (1943)
- Hi Buddy (1943)
- It Comes Up Love (1943)
- The Suspect (1944)
- She Snoops to Conquer (1944)
- Dead or Alive (1944)
- Atlantic City (1944)
- Seven Doors to Death (1944)
- Booby Dupes (1945)
- Adventure (1945)
- A Thousand and One Nights (1945)
- Where the Pest Begins (1945)
- Here Come the Co-Eds (1945)
- Because of Him (1946)
- Society Mugs (1946)
- Hot Water (1946)
- The Shadow Returns (1946)
- Night and Day (1946)
- The Stranger (1946)
- Her Kind of Man (1946)
- The Shadow Returns (1946)
- That's My Gal (1947)
- The Homestretch (1947)
- The Bride Goes Wild (1948)
- Roaring City (1951)
- Fun on the Run (1951)
- Come on Seven (1956)